# 飛島正
飛島 正（とびしま ただし、1950年5月3日 - ）は、山形県酒田市出身で伊勢ヶ濱部屋に所属した元大相撲力士。本名は高橋 正（たかはし ただし）。176cm、98kg。最高位は西十両13枚目。得意技は左四つ、寄り、捻り。

## 経歴
実家は農家で、中学時代は野球部に所属し、エースを務めた。当時としても小柄であったが、大相撲の世界の扉を叩いた。
1965年11月場所に初土俵。1971年7月場所に十両昇進を果たすも3勝12敗と大敗を喫し、翌9月場所に幕下陥落。十両在位は1場所に終わった。1978年9月場所に28歳で廃業。左四つで食い下がれば頭捻りを引き、離れれば掻っ撥いたり引っ掛けたりと俊敏さと粘り強さを活かした取り口であった。
廃業後は東京都北区東十条で相撲料理店「郁」を経営した。なお酒田市には飛島という日本海に浮かぶ島がある。

## 主な成績
- 通算成績：276勝257敗14休 勝率.518
- 十両成績：3勝12敗 勝率.200
- 現役在位：78場所
- 十両在位：1場所
- 各段優勝
  - 幕下優勝：1回（1974年5月場所）

### 場所別成績
| | 一月場所 初場所（東京） | 三月場所 春場所（大阪） | 五月場所 夏場所（東京） | 七月場所 名古屋場所（愛知） | 九月場所 秋場所（東京）   | 十一月場所 九州場所（福岡） |
| --- | ----------------------- | ----------------------- | ----------------------- | --------------------------- | ------------------------- | --------------------------- |
| 1965年 （昭和40年） | x                       | x                       | x                       | x                           | x                         | （前相撲）                  |
| 1966年 （昭和41年） | 東序ノ口21枚目 4–3      | 東序二段105枚目 6–1     | 西序二段40枚目 4–3      | 西三段目96枚目 3–4          | 東序二段16枚目 5–2        | 東三段目65枚目 5–2          |
| 1967年 （昭和42年） | 西三段目41枚目 3–4      | 西三段目56枚目 5–2      | 西三段目71枚目 4–3      | 西三段目46枚目 3–4          | 東三段目55枚目 3–4        | 西三段目63枚目 5–2          |
| 1968年 （昭和43年） | 西三段目36枚目 2–5      | 西三段目55枚目 2–5      | 東三段目76枚目 6–1      | 西三段目38枚目 4–3          | 東三段目25枚目 4–3        | 西三段目13枚目 6–1          |
| 1969年 （昭和44年） | 西幕下44枚目 4–3        | 西幕下36枚目 4–3        | 東幕下30枚目 3–4        | 東幕下34枚目 4–3            | 東幕下28枚目 3–4          | 西幕下34枚目 3–4            |
| 1970年 （昭和45年） | 西幕下39枚目 5–2        | 東幕下25枚目 3–4        | 西幕下32枚目 5–2        | 西幕下19枚目 3–4            | 東幕下24枚目 5–2          | 西幕下11枚目 2–5            |
| 1971年 （昭和46年） | 東幕下22枚目 6–1        | 東幕下7枚目 4–3         | 東幕下4枚目 5–2         | 西十両13枚目 3–12           | 西幕下9枚目 5–2           | 西幕下2枚目 3–4             |
| 1972年 （昭和47年） | 西幕下5枚目 2–5         | 西幕下17枚目 2–5        | 東幕下33枚目 3–4        | 西幕下37枚目 4–3            | 西幕下32枚目 3–4          | 東幕下38枚目 4–3            |
| 1973年 （昭和48年） | 西幕下31枚目 3–4        | 西幕下38枚目 4–3        | 東幕下33枚目 1–6        | 東幕下59枚目 4–3            | 東幕下50枚目 5–2          | 西幕下28枚目 4–3            |
| 1974年 （昭和49年） | 西幕下22枚目 3–4        | 西幕下28枚目 3–4        | 東幕下41枚目 優勝 7–0   | 西幕下3枚目 2–5             | 西幕下13枚目 2–5          | 西幕下26枚目 3–4            |
| 1975年 （昭和50年） | 東幕下38枚目 5–2        | 西幕下23枚目 5–2        | 西幕下12枚目 4–3        | 西幕下9枚目 3–4             | 西幕下13枚目 4–3          | 西幕下10枚目 4–3            |
| 1976年 （昭和51年） | 東幕下8枚目 2–5         | 東幕下22枚目 4–3        | 西幕下17枚目 2–5        | 東幕下35枚目 4–3            | 東幕下28枚目 3–4          | 西幕下34枚目 3–4            |
| 1977年 （昭和52年） | 西幕下45枚目 3–4        | 西幕下56枚目 2–5        | 東三段目19枚目 7–0      | 東幕下28枚目 1–6            | 西幕下53枚目 6–1          | 西幕下24枚目 4–3            |
| 1978年 （昭和53年） | 東幕下20枚目 2–5        | 東幕下38枚目 1–6        | 東三段目3枚目 4–3       | 東幕下52枚目 休場 0–0–7     | 西三段目31枚目 引退 0–0–7 | x                           |
| 各欄の数字は、「勝ち-負け-休場」を示す。 優勝 引退 休場 十両 幕下 三賞：敢=敢闘賞、殊=殊勲賞、技=技能賞 その他：★=金星 番付階級：幕内 - 十両 - 幕下 - 三段目 - 序二段 - 序ノ口 幕内序列：横綱 - 大関 - 関脇 - 小結 - 前頭（「#数字」は各位内の序列） |                         |                         |                         |                             |                           |                             |

## 改名歴
- 高橋川 正（たかはしがわ ただし）1965年11月場所 - 1966年1月場所
- 飛島 正（とびしま ただし）1966年3月場所 - 1972年9月場所
- 高橋 正（たかはし ただし）1972年11月場所 - 1973年11月場所
- 飛島 正（とびしま ただし）1974年1月場所 - 1978年9月場所